# Произведения на италиански автори, преведени на български
Това е списък на произведенията на италиански автори, издадени в България в превод на български към август 2025 г. след правописната реформа от 1945 г.
- Съвременни италиански разкази. Народна култура, 1967
- Съвременни италиански разкази (Антология), съст. Марино Бионди. Фабер, 2011. ISBN 978-954-400-509-2
- Онирофилм, Сборник за италиански научнофантастични разкази. Г. Бакалов, 1980
- Антология на модерната италианска поезия. Нов Златорог, 2006. ISBN 954-492-217-2
- Осем съвременни италиански поети. Народна култура, 1967
- Италиански поети: синева безкрайна. Амадеус принт, 2015. ISBN 9789549897432
- Италиански театър на XVII век. Народна култура, 1986
- Трите шеги на Ерос: италиански новели от Ренесанса, съст. Силвин. Сасон 1996. ISBN 9548681021
- Ягодката: италианска средновековна еротика. Гея Либрис, 1991
- Италиански приказки. Ню Медиа Груп, 2010. ISBN 9789543401536
- Народни приказки от Италия. Виа Летера, 2017. ISBN 9786197204094
- Приказки от слънчева Италия. Нов златорог, 2000.
- Акиле Кампаниле, Ако Луната чуе молбата ми. Народна култура, 1990. ISBN 9789542958031
- Ал Бано и др., Това е моят живот. Сиела, 2010. ISBN 978-954-28-0854-1
- Алба де Сеспедес, Забранената тетрадка. Авиана, 2024
- Алберто Анджела, Един ден в Древен Рим. Колибри, 2010. ISBN 978-954-529-772-4
- Алберто Анджела, IMPERIUM. Пътешествието на една монета из Римската империя. Колибри, 2014. ISBN 978-619-150-257-8
- Алберто Анджела, Любов и секс в Древен Рим. Колибри, 2015. ISBN 978-619-150-740-5
- Алберто Анджела, Трите дни на Помпей. Колибри, 2017. ISBN 978-619-150-940-9
- Алберто Анджела, Клеопатра: Царицата, която предизвика Рим и покори вечността. Колибри, 2022. ISBN 978-619-02-0991-1
- Алберто Бевилакуа, Чрез твоето тяло,. ЛИК, 2008. ISBN 978-954-607-774-5
- Алберто Вилолдо, Сърцето на шамана. Бард, 2022. ISBN 9786190301493
- Алберто Матиоли, Големият Лучано. Ера, 2008. ISBN 978-954-389-013-2
- Алберто Моравия, Крадци в храма (разкази), Профиздат, 1964
- Алберто Моравия, Презрението. Народна култура, 1964. Унискорп, 2011. ISBN 978-954-330-276-5
- Алберто Моравия, Римски разкази. Хр. Г. Данов, 1975 . Унискорп, 2009. ISBN 978-954-330-256-7
- Алберто Моравия, Нови римски разкази. Хр. Г. Данов, 1977
- Алберто Моравия, Чочарка. Народна култура, 1985. Хермес, 2014 ISBN 978-954-26-1364-0
- Алберто Моравия, Конформистът. Народна култура, 1986.
- Алберто Моравия, Съвместно безсъние: разкази. Факел/Профиздат, 1988
- Алберто Моравия, Римлянката. ОФ, 1989; Сиела, 2014. ISBN 978-954-28-1576-1
- Алберто Моравия, Безразличните. Г. Бакалов, 1989.
- Алберто Моравия, Онова нещo: любовни истории. Пламък, 1993.
- Алберто Моравия, Жената леопард. Петриков, 1993.
- Алберто Моравия, Скука. Златорог, 1993. ISBN 9544370161
- Алберто Моравия. Аз и той. Петриков, 1997. ISBN 954-447-021-Х
- Алберто Моравия, Воайорът. Фама, 2005. ISBN 954-597-209-2
- Алберто Моравия, Съпружеска любов. Рива, 2023. ISBN 9789543208555
- Алберто Савинио, Целият живот: разкази. Народна култура, 1985
- Алберто Симоне, Изкуството да обичаш. Кибеа, 2021. ISBN 9789544749262
- Алдо де Бенедети, Лека нощ, Патриция, 2004, в Панорама плюс: Италиански театър, 2006, с. 107-165
- Алдо де Яко, И накрая в затвора. Народна култура, 1979
- Алесандра Монтрукио, Не затваряй. Унискорп, 2007. ISBN 9543300860
- Алесандро Барико, City. Унискорп, 2006. ISBN 9543300429
- Алесандро Барико, Без кръв. Унискорп, 2007. ISBN 978-954-330-090-7
- Алесандро Барико, Тази история. Унискорп, 2009. ISBN 978-954-330-241-3
- Алесандро Барико, Коприна. Унискорп, 2012. ISBN 9543300038 ; Рива, 2025. ISBN 9789543209828
- Алесандро Барико, Запази историята - книга 2: Дон Жуан. Сиела, 2014. ISBN 9789542814474
- Алесандро Барико, Океан море. Унискорп, 2015. ISBN 954-8456-90-7
- Алесандро Барико, Емаус. Унискорп, 2016. ISBN 978-954-330-429-5
- Алесандро Барико, М-р Гуин. Унискорп, 2017. ISBN 978-954-330-452-3
- Алесандро Барико, Три пъти на разсъмване. Унискорп, 2017. ISBN 978 954 330 453 0

- Алесандро д'Авения, Бяла като мляко,червена като кръв. Обсидиан, 2010. ISBN 978-954-769-243-5
- Алесандро д'Авения, Перла в мидата. Обсидиан, 2012. ISBN 978-954-769-304-3
- Алесандро Манцони, Годениците. Народна култура , 1977
- Аличе Стуриале, Книгата на Аличе. Никтрима, 2002. ISBN 9549065138
- Алфонсо Винчи, Саматари. Народна младеж, 1971
- Алфонсо Сабела, Заразената столица.може ли да се освободи Рим от мафията и корупцията. Ера, 2017. ISBN 9789543894406
- Алфредо Колито, Книгата на ангела, Матком, 2016. ISBN 9789549930856
- Алфредо Панцини, Аз търся жена. Полем, 1992
- Алчиде Черви, Моите седем синове. БЗНС, 1987
- Амброджо Фогар, Към полюса с Армадук. Г. Бакалов, 1986
- Амдброджо Фогар, Салът. Г. Бакалов, 1983
- Анджела Бамбина. Вести от Америка. Моята тъща. Casa Sicilia, 2019. ISBN 9786199099438
- Анджела Мураци, Часът какво е? Литърът защо е? Народна младеж, 1975; Младеж, 1993 (детска книга)
- Анджела Мураци, Ти мериш, аз тегля. Народна младеж, 1973, 1975; Младеж, 1993, ISBN 954-413-005-5; Миранда, 2021. ISBN 9786197448849 (детска книга)
- Андреа Аристарко, Божествена комедия. Първи стъпки в тъмната гора. Колибри, 2021. ISBN 978-619-02-0906-5
- Андреа Камилери, Един месец с Монталбано, Панорама, 2003, с. 11-45
- Андреа Камилери, Пансион Ева. Casa Sicilia Bulgaria, 2006
- Андреа Камилери, Формата на водата. Книгопис, 2013. ISBN 978-619-7067-11-8
- Андреа Камилери, Теракотеното куче. Книгопис, 2013. ISBN 978-619-7067-16-3
- Андреа Камилери, Крадецът на закуски. Книгопис, 2013. ISBN 978-619-7067-19-4
- Андреа Камилери, Гласът на цигулката. Книгопис, 2014. ISBN 978-619-7067-32-3
- Андреа Камилери, Ароматът на нощта. Книгопис, 2014. ISBN 978-619-7067-41-5
- Андреа Камилери, Екскурзия в Тиндари (Комисарят Монталбано е потресен). Книгопис, 2014. ISBN 978-619-7067-40-8
- Андреа Камилери, Двойният мъртвец (Комисарят Монталбано убива). Книгопис,  2014. ISBN 978-619-7067-47-7
- Андреа Камилери, Търпението на паяка (Комисарят Монталбано нарушава правилата). Книгопис, 2015. ISBN 978-619-7067-52-1
- Андреа Пирло, Мисля, следователно играя. Жануа 98, 2016. ISBN 978-954-376-120-3
- Ани Виванти, Аз съм виновна, Хермес, 1992. ISBN 954-459-009-9
- Ани Виванти, Греховни нощи. Милениум, 2017. ISBN 9789545154119
- Антонино Русо Джусти, Наследството на чичо каноник, в: Комедия и драма то Сицилия. Casa Sicilia, 2013. ISBN 9789549251531
- Антонио Грамши, Писма от затвора. Народна култура, 1956.
- Антонио Грамши, За културата, литературата и изкуството, Наука и изкуство, 1976
- Антонио Грамши, За политиката. Авангард Прима, 2020. (в два тома) ISBN 9786192394264
- Антонио Пигафета, Първото пътешествие около Земята. Държавно издателство, 1979
- Антонио Скурати, Мусолини. Синът на века. Унискорп, 2021. ISBN 9789543305230
- Антонио Табуки, Твърди Перейра. Колибри, 2007. ISBN 978-954-529-489-1
- Антонио Табуки, Изгубената глава на Дамашсену Монтейру. Алтера, 2013. ISBN 978-954-9757-94-1
- Антонио Фогацаро, Маломбра. Народна култура, 1986
- Антонио Чиприяни, Мафия: изпиране на мръсни пари. Хр. Ботев, 1991
- Барбара Кантини, Мортина. История, от която да умреш от смях. Кибеа, 2018. ISBN 9789544748258 (детска книга)
- Барбара Кантини. Мортина и омразният братовчед. Кибеа, 2019. ISBN 9789544748289
- Барбара Кантини. Мортина и приятелят призрак. Кибеа, 2019. ISBN 978-954-474-830-2
- Барбара Кантини, Мортина и ваканцията на езерото Мистерия. Кибеа, 2019. ISBN 9789544748487
- Бартоломео Сордже, Отвъд храма. Casa Sicilia, 2017
- Беатриче Салвиони, Непокорната. Обсидиан, 2023. ISBN 9789547695498
- Бенедета Кравери, Метреси и кралици. Властта на жените. Виа Летера, 2017. ISBN 9786197204087
- Бениамино Джили, Спомени. Музика, 1984
- Бепе Севернини, В главата на италианците. Колибри, 2011. ISBN 978-954-529-852-3
- Бепе Севернини, Стратегията Б. Берлускони, разтълкуван за бъдните поколения. Колибри, 2014. ISBN 978-619-150-262-2
- Бернардо Бертолучи, Прелестно обсебен. Колибри, 2016. ISBN 978-619-150-944-7
- Бонавентура, Избрани произведения. Св. Климент Охридски, 2011. ISBN 9789540727905
- Валентина Сфорца, 500 италиански ястия, които непременно трябва да опитате. Книгомания, 2011. ISBN 9789548432238
- Валерио Масимо Манфреди, Александър Македонски - Дете на мечтите. Venus Press, 2001. ISBN 954-780-005-1
- Валерио Масимо Манфреди, Александър Македонски - Пясъците на Амон. Venus Press, 2003. ISBN 954-780-011-6
- Валерио Масимо Манфреди, Тиранинът. Ера, 2005. ISBN 954-9395-24-3
- Валерио Масимо Манфреди, Империята на драконите. Ера, 2006. ISBN 9789549395440
- Валтер Аудизио, Полковник Валерио разказва... Партиздат, 1979
- Валтер Бонати, Моите планини. Вакон, 2020. ISBN 9786197300925
- Ванта Бонта. Една лятна нощ. Хермес, 1992. ISBN 9544590218
- Васко Пратолини, Постоянството на разума. Народна младеж, 1966
- Винченцо Ламана, До утре. Изток-Запад, 2024. ISBN 978-619-01-1263-1
- Винченцо Черами, Един много дребен буржоа. Народна култура, 1984
- Виола Ардоне, Детският влак. Обсидиан, 2020. ISBN 9789547694897
- Виола Ардоне, Олива Денаро, Обсидиан, 2022. ISBN 9789547695382
- Вирджилио Броки, Господар на съдбата си. Борис А. Кожухаров, 1946
- Виторио Алфиери, Саул. Народна култура, 1986
- Виторио Джовани Роси, Океанът, Георги Бакалов, Варна (1972, 1977)
- Виторио Скиралди, Целувам ви ръка. Атика, 1994
- Габриела Магрини, Диамантената лейди. Историята на една изключителна жена. Бард, 2000. ISBN 954-585-087-6

- Габриеле Аморт, Разказът на един екзорсист. Солвек, 2010, ISBN 978-954-92174-2-1; Спомените на един екзорсист (Моята битка срещу Сатаната). Интервю от Марко Тосати, Лириос, 2017
- Габриеле д'Анунцио, Наслаждение. Дамян Яков, 1992.
- Габриеле д'Анунцио, Невинният. Касталия, 1993. ISBN 954-572-001-8
- Гаетано Карло Кели, Наследството Фарамонти, Христо Г. Данов, 1985
- Г. Л. Д'Андреа, Вундеркинд. Една блестяща сребърна монета. Унискорп, 2015. ISBN 9789543304165
- Галеацо Чано, Дневникът на граф Чано. Херодот, 1992.
- Гофредо Паризе, Буквар: разкази. Народна култура, 1985
- Гуидо Артом, Наполеон умря в Русия. Народна култура, 1970
- Гуидо Мина ди Соспиро, Забранената книга. Бард, 2008. ISBN 978-954-585-968-7
- Г. Л. Д'Андреа. Вундеркинд. Една блестяща сребърна монета. Унископр, 2015.
- Давиде Кали, Бруно. Рибка, 2018. ISBN 978-619-7131-36-9 (детска книжка)
- Давиде Кали, Какво е любовта? Рибка, 2020. (детска книжка)
- Давиде Кали, Сладък вкус на манго. Знаци, 2022. ISBN 9786197497984 (детска книжка)
- Даниела Сасердоти, Бди над мен. Ера, 2013.
- Даниела Сасердоти, Отведи ме у дома. Ера, 2014
- Даниеле дел Джудиче, Подвижен хоризонт. Epro, 2013. ISBN 9789548689373
- Данила Комастри Монтанари, Пази се от кучето. Труд, 2012. ISBN 978-954-398-272-1
- Данила Комастри Монтанари, Обречените да умрат те поздравяват. Труд, 2013. ISBN 978-954-398-282-0
- Данила Комастри Монтанари, Остави на мира умрелия. Труд, 2013. ISBN 9789543983155
- Данила Комастри Монтанари, Кой има полза от това? Труд, 2014. ISBN 9789543983537
- Данила Комастри Монтанари, Надеждата умира последна. Труд, 2015. ISBN 9789543984299
- Данило Манера, Балада за изгубените планини. Нике, 2023. ISBN 9786197626193
- Данте Алигиери, Ад. Колибри, 2022. ISBN 978-619-02-1058-0 ; Преизподня. Захарий Стоянов, 2008. ISBN 9789547398825
- Дарио Фо, Архангелите не играят флипер. Народна култура, 1971
- Дарио Фо, Лукреция Борджия. Бард, 2015. ISBN 9789546556134
- Дача Мараини, Спомени на една крадла. Христо Г. Данов, 1982
- Дача Мараини, Нямата херцогиня. Хемус, 1996. ISBN 954-428-126-6
- Дача Мараини. Скъпи Пиер Паоло. Колибри, 2023. ISBN 978-619-02-1337-6
- Дези Икарди, Момичето, което усещаше книгите. Персей, 2022. ISBN 9786191612697
- Джакомо Казанова, Спомени: Избрани страници. Слово, 1990-1991
- Джакомо Казанова, Приключенията на Джакомо Казанова. (в 2 части). Ренесанс, 1991-1992.
- Джакомо Казанова, Живот и любов. Труд, 2007. ISBN 978-954-528-744-2
- Джакомо Казанова. За живота и любовта. Фама +, 2013. ISBN 9786131980075
- Джакомо Казанова, История на моя живот. Колибри, 2019. ISBN 978-619-02-0448-0
- Джакомо Леопарди, Блуждаещи звезди. Народна култура, 1965
- Джакомо Леопарди, Мисли. Алтера, 2009. ISBN 978-954-9757-38-5
- Джакомо Леопарди, Нравствени съчиненийца. Алтера, 2009. ISBN 978-954-9757-39-2
- Джамбатиста Базиле, Пентамерон, или Приказка на приказките. Милениум, 2019. ISBN 9789545154751
- Джан Луиджи Паракини, В света на „Прада“. Колибри, 2013. ISBN 978-619-150-177-9
- Джани Родари, Приказки (Джип в телевизора, Торта в небето, Космически истории). Народна младеж, 1973.
- Джани Роари, Пътешествията на Синята стрела. Народна младеж, 1959; Колибри, 2018. ISBN 978-619-02-0320-9  (детска книга)
- Джани Родари, Продавач на надежда. Български художник, 1965, 1976, 1984 (детски стихотворения)
- Джани Родари, Граматика на фантазията. Увод в изкуството да измисляме истории. Наука и изкуство, 1981
- Джани Родари, Приключенията на Лукчо. Народна младеж, 1956, 1968, 1972, 1987; Отечество, 1979, 1984; Бизнес&стил, 1992; Пан, 1997, 2000, 2004, 2011, ISBN 954-657-118-0 ; Пан 2013. ISBN 978-954-660-279-4 ; Пан, 2014. ISBN 9789546604903 (детска книга)
- Джан Родари, Приключенията на Лукчо. Джелсомино в страната на лъжците. Отечество, 1979 (детска книга)
- Джани Родари, Приказки по телефона. Народна младеж, 1978, 1981; БУРЖ, 1993; Агата-А, 1995, 1999, 2004, 2005, 2010
- Джани Родари, Разни приказки за игра. Отечество, 1981 (детска книга)
- Джани Родари, Историята на всички истории. Театър, 1983 (пиеса)
- Джани Родари, Приключенията на Невидимия Тонино. Библиотека 48, 1993. ISBN 954-8047-15-2 (детска книга)
- Джани Родари, Небето е на всички. Колибри, 1995. ISBN 954-529-062-5  (детска книга)
- Джани Родари, Джелсомино в страната на лъжците. Хермес, 1998. ISBN 954-459-478-7; Агата-А, 2010. ISBN 978-954-540-068-1 (детска книга)
- Джани Родари, Синята стрела. Хермес, 2000. ISBN 954-459-735-2 ; Дамян Яков, 2010. ISBN 978-954-527-499-2
- Джани Родари, Живял два пъти един барон Ламберто или тайните на остров Сан Джулио. Емас, 2000 (детска книга)
- Джани Родари, Приказки. Пан, 2002. ISBN 954-657-422-8 (детска книга)
- Джани Родари, Животни без зоопарк. Агата-А, 2007. ISBN 978-954-540-058-2 (детска книга)
- Джани Родари, Торта в небето. Дамян Яков, 2008. ISBN 978-954-527-382-7 (детска книга)
- Джани Родари, Истории писани на машина. Дамян Яков, 2010. ISBN 978-954-527-442-8 , Приказки на пишещата машина. Сиела, 2020. ISBN 9789542832690  (детска книга)
- Джани Родари, Приказки колкото усмивка. Сиела Норма АД, 2014. ISBN 978-954-28-1523-5 (детска книга)
- Джани Родари, Любими коледни истории. Сиела, 2016. ISBN 9789542822233 (детска книга)
- Джани Родари, Призрачната гондола. Сиела, 2018. ISBN 9789542825395 (детска книга)
- Джани Родари, Играчка за Коледа. Сиела, 2021. ISBN 9789542837381 (детска книга)
- Джани Родари, Такси за звездите. Dimidium 2021. ISBN 9786199200209 (детска книга)
- Джани Роари, Аталанта. Сиела, 2021. ISBN 9789542834854 (детска книга) Джанлука Гото, Пътешественикът който откри pura vida. Ера, 2022. ISBN 9789543896936
- Джанкарло Брегантини, Не можем да мълчим. Ера, 2012. ISBN 9789543892044
- Джанлука Гото, Пътешественикът който откри pura vida. Ера, 2022
- Джаноцо Манети, За достойнството и извисеността на човека. Изток - Запад, 2016. ISBN 9786191529537
- Джезуалдо Буфалино, Два романа [Измамите на нощта. Qui pro quo]. Парадокс, 1997. ISBN 954-553-005-7
- Джезуалдо Буфалино, Измамите на нощта. Парадокс, 2003. ISBN 954-553-065-0
- Джована Джордано, Полъхът на свободата. Колибри, 2025. ISBN 978-619-02-1620-9
- Джовани Арпино, Мрак и мед. Народна култура, 1979
- Джовани Арпино, Италиански брат. Народна култура, 1982
- Джовани Арпино, Усещане за жена. Ривам 2004. ISBN 9543200092
- Джовани Бокачо, Житие на Данте. Захарий Стоянов, 2013. ISBN 9789540907895
- Джовани Бокачо, Декамерон. Изток-Запад, 2015. ISBN 978-619-152-567-6
- Джовани Бокачо, Мандрагора. Изток-Запад, 2016. ISBN 978-619-152-752-6
- Джовани Пико дела Мирандола, Реч за достойнството на човека. За съществуващото и единното. Изток-Запад, 2015. ISBN 978-619-152-697-0
- Джовани Верга, Чер хляб: избрани разкази. Народна младеж, 1949.
- Джовани Верга, Майстор дон Джезуалдо. Народна култура, 1971
- Джовани Верга, Семейство Малаволя. Народна култура, 1973
- Джовани Верга, Селска чест: сборник разкази. БЗНС, 1984
- Джовани Фалконе, Коза ностра: съдията и „мъжете на честта“. Петекс, 1993.
- Джорджа Мелони. Аз съм Джорджа: Моят живот, моите идеи. Милениум, 2022. ISBN 9789545155956
- Джордано Бруно, Пепеляната вечеря. Изток-Запад, 2016. ISBN 978-619-152-915-5
- Джордано Бруно, За безкрайното, вселената и световете. Изток-Запад, 2018. ISBN 978-619-01-0240-3
- Джордано Бруно, Свещник. Изток - Запад, 2019. ISBN 9786190103769
- Джорджано Бруно, За причината, принципа и едното. Изток-Запад, 2020. ISBN 9786190106296
- Джорджо Агамбен, Homo sacer – Суверенната власт и оголеният живот, Критика и хуманизъм, 2019. ISBN 978-954-587-226-6
- Джорджо Агамбен, Homo sacer II – Извънредното положение. Критика и хуманизъм, 2019 ISBN 978-954-587-226-6
- Джорджо Агамбен, Идеята за проза. Критика и хуманизъм, 2020. ISBN 978-954-587-231-0
- Джорджо Басани, Градината на Финци-Контини. Народна култура, 1983
- Джорджо Вазари, Животописи на велики художници, скулптори и архитекти. Том 1. Изток-Запад, 2020. ISBN 978-619-01-0650-0
- Джорджо Вазари, Животописи на велики художници, скулптори и архитекти. Том 2. Изток-Запад, 2022. ISBN 978-619-01-1043-9
- Джорджо де Мария, Двайсетте дни в Торино. My Book, 2019. ISBN 9786199118634
- Джорджо Лингуальоса, Войната на залеза. Иврай, 2007. ISBN 9789549388169
- Джорджо Манганели. Центурия: Сто малки романа река. Жанет 45, 2013. ISBN 978-954-491-982-5
- Джорджо Фалети, Аз убивам. Прозорец, 2005. ISBN 9547334379
- Джорджо Фалети, Примката на съдбата. Прозорец, 2008. ISBN 9789547335844
- Джузепе Бонавири, Шивачът от улица Занаятчийска. Народна култура, 1984
- Джузепе Гарибалди, Мемоари. ОФ, 1982; Моите спомени, ОФ, 1958
- Джузепе Д'Агата, Лекарски дълг. Народна култура, 1967
- Джузепе Д'Агата, Америка, ох кей! Народна култура, 1987
- Джузепе дел'Агата, Българистични изследвания. Климент Охридски, 2014. ISBN 9789540737003
- Джузепе Джена, В името на Измаил, Бард, 2004. ISBN 954-585-533-9
- Джузепе Марота, Ученици на слънцето. Христо Г. Данов,  1967, 1979
- Джузепе Марота, Ученици на времето. Христо Г. Данов, 1974, 1979
- Джузепе Менарини, България и бъдещето на славяните. Колибри, 2020. ISBN 978-619-02-0695-8
- Джузепе Спампинато (Пиппо), Сицилия...okay! Casa Sicilia, 2013. ISBN 9789549251548
- Джузепе Спампинато (Пиппо), Последната каручка. Casa Sicilia, 2015. ISBN 9789549251562
- Джузепе Томази ди Лампедуза, Лигея: разкази. Георги Бакалов, 1983
- Джузепе Томази ди Лампедуза, Гепардът. Унискорп, 2007. ISBN 9789543300822
- Джузепе Феста, Мечата пътека. Фют, 2016. ISBN 978-619-199-180-8
- Джулиано Прокачи, История на италианците. Кама, 2004. ISBN 9549890414
- Джулио Леони, Мозайката на тамплиерите. Прозорец, 2007. ISBN 9789547335141
- Джулия Каминито, Водата не езерото никога не е сладка. Колибри, 2023. ISBN 978-619-02-1327-7
- Диего Галдино, Сутрешно кафе в Рим, ИК „Кръгозор“, 2017. ISBN 978-954-771-383-3
- Диего Галдино, Вечерно кафе в Рим, Кръгозор, 2018. ISBN 9789547713833
- Диего Галдино, В любовта винаги става така, Кръгозор, 2019. ISBN 9789547714205
- Диего Галдино, Брегът на костенурките, Кръгозор, 2020. ISBN 9789547714342
- Диего Галдино, Имението Боско Бианко, Кръгозор, 2021. ISBN 9789547714472
- Диего Галдиино, Любовта има твоте очи. Кръгозор, 2023. ISBN 9789547714748
- Диего Галдино, Да срещнеш любовта на Виа Апия, Кръгозор, 2025. ISBN 9789547714939
- Дино Будзати, Татарската пустиня. Народна култура, 1981
- Дино Буздати, Наркоза. Народна култура, 1984
- Дино Будзати, Големият портрет. Георги Бакалов, 1985
- Дино Будзати, Шейсет разказа. Колибри, 2011. ISBN 978-954-529-899-8
- Дино Будзати, Коломбър. Жанет - 45, 2014. ISBN 978 619 186 096 8
- Дино Будзати, Чутовното нашествие на мечките в Сицилия. Точица, 2015. ISBN 978-619-7172-05-8
- Дино Будзати, Големият портрет. Лист, 2018. ISBN 9786197350241
- Дино Будзати, Тайната на Старата гора. Лист, 2019. ISBN 9786197350579
- Дино Будзати, Ба̀рнабо от планината. Лист, 2020. ISBN 9786197596045
- Доменико Дара, Малинверно. Лемур, 2022. ISBN 9786197581256
- Доменико Дара, Кратък дневник на съвпаденията. Лемур, 2024. ISBN 978-619-7581-63-8
- Доменико Дара, Записки по небесната механика. Лемур, 2025. ISBN 9786197581720
- Доменико Лиото, Цигулката от улица „Нерудова“, Ерго, 2010.
- Доменико Старноне, Връзки. Авиана, 2020. ISBN 9786197278255
- Доменико Старноне, Доверие. Авиана, 2020. ISBN 9786197278453
- Доменико Старноне, Лудории. Авиана, 2021. ISBN 978-619-7278-37-8
- Донатела ди Пиетрантонио, Върнато момиче. Авиана, 2021. ISBN 9786197278361
- Донатела Рицати, Малката билкарница в Монмартър, Софтпрес, 2017. ISBN 978-619-151-383-3
- Донато Каризи, Шепнещият, Рива, 2018. ISBN 978-954-320-648-3
- Донато Каризи, Хипотезата на злото. Рива, 2024. ISBN 9789543209392
- Едмондо де Амичис, Сърце. Ангел Тодоров, 1957, Народна младеж 1967, Пан, 1996, Труд, 2023, ISBN 9789543987597; Сърце: Дневникът на един ученик, Прометей, 1947, Народна младеж, 1965, 1969, 1972, 1978, Златоструй Еркюл, 1992; Дневникът на един ученик, Хемус, 1946
- Едмондо де Амичис. Истанбул. Прозорец, 2011. ISBN 978-954-733-715-2
- Елвира Семинара, Разкази от фризьорския салон. Колибри, 2021. ISBN 9786190208556
- Елена Фавили, Франческа Фавало, Истории за лека нощ за момичета бунтарки. Хермес, 2017. ISBN 9789542617372
- Елена Фавили, Франческа Фавало, Аз съм момиче бунтарка. Сиела, 2020. ISBN 9789542832850
- Елена Феранте, Дни на самота. Колибри, 2009. ISBN 978-954-529-701-4
- Елена Феранте, Гениалната приятелка. Колибри, 2016. ISBN 978-619-150-869-3
- Елена Феранте, Новото фамилно име. Колибри, 2017. ISBN 978-619-02-0121-2
- Елена Феранте, Тази, която си отива, тази, която остава. Колибри, 2018. ISBN 978-619-02-0266-0
- Елена Феранте, Историята на изгубеното дете. Колибри, 2019. ISBN 978-619-02-0533-3
- Елена Феранте, Измамният живот на възрастните. Колибри, 2020. ISBN 978-619-02-0691-0
- Елена Феранте, Тягостна любов. Колибри, 2021. ISBN 978-619-02-0842-6
- Елена Феранте, Непознатата дъщеря. Колибри, 2021. ISBN 978-619-02-0891-4
- Елена Феранте, Между полетата на страницата. Колибри, 2023. ISBN 978-619-02-1216-4
- Елизавета Бута, Моника Белучи. Кой ще ми прости красотата. Паритет, 2019. ISBN 9786191532193
- Елио Виторини, Човеци и нечовеци, Народна култура, 1972
- Емануеле Треви, Нещо писано. Прозорец, 2015. ISBN 978-954-733-844-9
- Емилио Салгари, Черния корсар. Отечество, 1981; Параф, 1992
- Емилио Салгари, По границите на Далечния запад. Отечество, 1983, 1986
- Емилио Салгари, Тайните на Черната джунгла. Отечество, 1983, 1987
- Емилио Салгари, Последната битка на Сандокан. Отечество, 1983, 1987
- Емилио Салгари, Последните флибустиери. Г. Бакалов, 1984; Андина, 1991
- Емилио Салгари, Алжирските пантери. Паралакс, 1991
- Емилио Салгари, Тронът на фараона. Калем 90, 1991
- Емилио Салгари, Огнени гори. Будилник, Детелина 6, 1991, ISBN 954-8043-06-8; Маг-77, 1991 (в 3 части: Смъртни врагове; Борба за скалпове; Последна борба); Световна библиотека, 2000
- Емилио Салгари, Битка в океана. Маг-77, 1991;
- Емилио Салгари, Царят на прерията. (в 2 части). Маг-77, 1991
- Емилио Салгари, В прерията на апахите. Маг-77, 1991, продължение на „Царят на прерията“
- Емилио Салгари, Призракът на Сандокан. Маг-77, 1991 (истински автор: Джовани Бертинети)
- Емилио Салгари, Дамаския лъв. Маг-77, 1991
- Емилио Салгари, Капитан Темпеста. Маг-77, 1991
- Емилио Салгари, Съкровището на инките. Маг-77, 1991
- Емилио Салгари, Сиамският тигър. Маг-77, 1991
- Емилио Салгари, Подземието на смъртта. Маг-77, 1991
- Емилио Салгари, Сандокан в адския лабиринт. Маг-77, 1991
- Емилио Салгари, Човекоядците в Тихия океан. Маг-77, 1991
- Емилио Салгари, Последният пират. Корабокрушение във Флорида. Маг-77, 1991
- Емилио Салгари, Картаген в пламъци. Тренев и Тренев, 1991; Последните дни на Картаген, Лакрима, 1991
- Емилио Салгари, Владетелят на океана. Тренев и Тренев, 1991
- Емилио Салгари, Замъкът на духовете. Пан, 1992
- Емилио Салгари, Авантюристи. Гуторанов и син, 1992. ISBN 9545300132
- Емилио Салгари, Последна борба. Тренев и Тренев, 1992
- Емилио Салгари, Гората на засадите. Детелина 6, 1992. ISBN 954-8043-06-8
- Емилио Салгари, Борба на борда. Маг 77, 1992 ; Тренев & Тренев, 1992
- Емилио Салгари, Огненият човек. Маг -77, 1992
- Емилио Салгари, Господарят на моретата. Маг -77, 1992
- Емилио Салгари, Пленниците на пампасите. Маг -77, 1992
- Емилио Салгари, Царят на човекоядците. Пан, 1992
- Емилио Слагари, Корабокрушенците от Шпицберген. Маг-77, 1992
- Емилио Салгари, Робът от Мадагаскар. Маг-77, 1992
- Емилио Салгари, Съкровището на сините планини. Култура, 1948; Маг-77, 1992
- Емилио Салгари, Ловци на бисери. Абагар, Евразия, 1992
- Емилио Салгари, Двата тигъра. Маг-77, 1992
- Емилио Салгари, Тайното съкровище. Маг-77, 1992
- Емилио Салгари, Дъщерята на Черния пират. Маг-77, 1992
- Емилио Салгари, Смарагдът от Цейлон. Маг-77, 1992
- Емилио Салгари, Капитан Жилдиац. Маг-77, 1992
- Емилио Салгари, Скалпировачът Утагори, Маг-77, 1992
- Емилио Салгари, Градът на прокажения крал. Лакрима, 1992
- Емилио Салгари, Златото на Аляска. Едем 21, 1992
- Емилио Салгари, Царят на човекоядците. Пан, 1992
- Емилио Салгари, Сандокан - страшилището на южните морета. Световна библиотека, 1994
- Емилио Салгари, Ягуарът на Мато гросо. Албатрос, 1995
- Емилио Салгари, Пиратите на пустинята; Отец Креспел в Лабрадор. Маг-77, 1995
- Емилио Салгари, Годеницата на бермудския корсар. Робинзон, 1996
- Емилио Салгари, Изчезналия кораб. Световна библиотека, 1996
- Емилио Салгари, Синът на Червения корсар. Орион, 1996
- Емилио Салгари, Малайските пирати. Тера плюс, 2003
- Емилио Салгари, Кралицата на Карибско море. Тера плюс, 2004
- Емилио Салгари, Сандокан срещу Тигъра на Индия. Тера Плюс, 2005
- Емилио Салгари, Гръмотвержецът кръстосва морето. Ерове, 2023. ISBN 9786197313987
- Емилио Салгари, Бермудските пирати. Ерове, 2023. ISBN 9786197313970
- Енрико Брускини, Съкровищата на Ватикана. Унискорп, 2002. ISBN 954-845-644-3
- Енрико Ремерт, Балада за мошениците. Колибри, 2010. ISBN 978-954-529-743-4
- Енцо Русо, Случаят „Монте Кристо“. Христо Г. Данов, 1986
- Ери де Лука, Три коня. Колибри, 2025. ISBN 978-619-02-1677-3
- Ерик Фратини, Свещеният съюз. Унискорп, 2010. ISBN 978-954-330-280-2
- Ерик Фратини, Лабиринтът на водата. Кой е Юда? Унискорп, 2014. ISBN 9789543303922
- Ерик Фратини, Папите и сексът. От Свети Петър до Бенедикт XVI. Унискорп, 2014. ISBN 9789543303984
- Ерколе Патти, Един прекрасен ноември. Casa Sicilia, 2016. ISBN 9789549251579
- Ерколе Патти, Джованино. Casa Sicilia, 2017. ISBN 9789549251593
- Еудженио Монтале, Вън от дома. Агата-А, 2009. ISBN 978-954-540-062-9
- Еудженио Монтале, Крайбрежия и други стихотворения. Гутенберг, 2015. ISBN 9786191760374
- Грация Деледа, Тъгуващи души. Ирис, 1992. ISBN 9544550049
- Грация Деледа, Пепел. Касталия, 1992.
- Стева Казаки Мудиани [Звева Казати Модиняни], Джулия: страстна хроника. Прозорец, 1992
- Звева Казати Модиняни, Жена на честта. Зебра, 1993, 2001.
- Звева Казати Модиняни, Като падащи звезди. Абагар Хермес, 1994. ISBN 954-427-132-5
- Звева Казати Модиняни, Черният лебед. Хермес, 2000. ISBN 954-459-709-3
- Звева Казати Модиняни, Невидими белези. Ера, 2006. ISBN 954-459-865-0
- Звева Казати Модиняни, Закуска в полунощ. Ера, 2006. ISBN 9789549395549
- Звева Казати Модиняни, Кораловочервено. Ера, 2007. ISBN 9789549395686
- Иван Котронео, Криптонит в чантата. Фондация за бълг. литература, 2012. ISBN 9789546770769
- Изабела Абрици, Портрети. Алтера, 2010. ISBN 9789549757354
- Илария Тути, Цветя над ада, Лемур, 2022. ISBN 9786197581416
- Илария Тути, Като вятър, съшит със земята, Лемур, 2023. ISBN 978-619-7581-55-3
- Илария Тути, Спящата нимфа, Лемур, 2023. ISBN 978-619-7581-50-8
- Иняцио Бутита, Човекът е невинен. Народна култура, 1982
- Итало Звево, Съвестта на Дзено. Народна култура, 1978 ; Лист, 2016. ISBN 978-619-7350-02-9
- Итало Звево, Застаряване. Народна култура, 1987
- Итало Калвино, Третият е още жив (разкази), Партиздат, 1965
- Итало Калвино, Несъществуващият рицар. Народна култура, 1966
- Итало Калвино, Италианска история. ОФ, 1973
- Итало Калвино, Космически комедии. Христо Г. Данов, 1976; Колибри, 2016. ISBN 978-619-150-628-6
- Итало Калвино, Баронът по дърветата. Отечество, 1979
- Италио Калвино, Приключението на един поет. Народна култура, 1984
- Итало Клавино, Невидимите градове. Народна култура, 1990
- Итало Калвино, Ако пътник в зимна нощ. „Колибри, 2008, 2023. ISBN 978-954-529-616-1
- Итало Калвино, Американски лекции: шест предложения за новото хилядолетие. Колибри, 2012. ISBN 978-954-529-839-4
- Итало Калвино, Нашите предци (Разполовеният виконт; Баронът по дърветата; Несъществуващият рицар). Колибри, 2014. ISBN 978-619-150-161-8
- Итало Калвино, Марковалдо, или сезоните в града. Жанет 45, 2017. ISBN 978 619 186 364 8
- Итало Калвино, Невидимите градове. Колибри, 2018. ISBN 978-619-150-633-0
- Итало Калвино, Паломар. Колибри, 2022. ISBN 978-619-02-0987-4
- Итало Калвино, Трудни любови. Колибри, 2023. ISBN 978-619-02-1004-7
- Итало Калвино, Нека спи под камък. Колибри, 2024. ISBN 978-619-02-1495-3
- Карло Бернари, Година на спокойното сърце. Народна култура, 1977
- Карло Вече, Усмивката на Катерина - майката на Леонардо. Хермес, 2024. ISBN 9789542623984
- Карло Голдони, Гостелничарката. Ветрилото. Влюбените. Народна култура, 1986
- Карло Гоци, Царят-елен; Гарванът; Красива птичка с цвят зелен... Народна култура, 1986
- Карло Касола, Момичето на Бубе. Народна младеж, 1967
- Карло Колоди, Приключенията на Пинокио. Народна младеж, 1963 ; Виликс, 1992, ISBN 954-8015-05-6; Кибеа, 1998, ISBN 954-474-058-9; Хермес, 1998, ISBN 954-459-480-9 ; Хермес, 2005, ISBN 954-26-0286-3 ; Бард, 2006, ISBN 954-585-719-6; Труд, 2007, ISBN 978-954-528-720-6; Вестникарска група България, 2009, ISBN 978-954-9976-41-0; Хермес, 2012, ISBN 978-954-26-0337-5; Златното пате, 2012, 2013. ISBN 978-954-431-890-1; Егмонт България, 2013, ISBN 978-954-27-0898-8; Световна библиотека, 2014. ISBN 978-954-574-119-7; Хеликон, 2015, ISBN 978-954-2984-07-8 ; Колибри, 2020. ISBN 978-619-02-0665-1 (детска книга)
- Карло Ровели, Седем кратки беседи по физика. Жанет 45, 2017. ISBN 9786191863846
- Карло Фрутеро, Неделна жена. Колибри, 2012. ISBN 978-619-150-030-7
- Карло Чипола, Алегро (ма;-) нон тропо. Колибри, 2007. ISBN 978-954-529-570-6
- Катерина Бонвичини, Годината на нашата любов. Лемур, 2022. ISBN 9786197581409
- Света Катерина Сиенска, Диалог за Божието провидение. Комунитас, 2017. ISBN 9786192240080
- Клаудия Кардинале, Моите звезди. Колибри, 2007. ISBN 978-954-529-538-6
- Клаудио Магрис, Другото море. Авангард принт, 2013. ISBN 9789543371730
- Клаудио Магрис, Дунав: Биографията на една река. Авангард принт, 2013
- Клаудия Серано, Никога вече тъй близка. Хермес, 2016. ISBN 954-26-1611-2
- Корадо Алваро, Сватбено пътешествие до Неапол. Народна култура, 1979
- Корадо Дебиази, Монахът, който обичаше котки. Ера, 2021. ISBN 9789543896127
- Кристина Кабони, Пътят на парфюма. Бард, 2015. ISBN 978-954-655-577-9
- Кристина Касар Скалия, Второ лято. Изток-Запад, 2018. ISBN 978-619-01-0289-2
- Кристина Коменчини, Сами. Авиана,  2020. ISBN 9786197278262
- Кристина Мороци, Масимо Темпорели, Леонардо - първият дизайнер. Авангард Принт, 2020. ISBN 9789543374106
- Курцио Малапарте, Капут. Народна култура, 1960 ; Профиздат, 1988
- Курцио Малапарте, Техника на преврата. Хр. Ботев. 1995. ISBN 9544453350
- Лаура Имай Месина, Споделено с вятъра. Прозорец, 2020. ISBN 9786192430825
- Леон Батиста Алберти, За живописта. За скулптурата. Изток-Запад, 2017. ISBN 978-619-01-0023-2
- Леонардо да Винчи, Трактат за живописта. Изток-Запад, 2014. ISBN 978-619-152-500-3
- Леонардо да Винчи, Приказки, басни, притчи за малки и големи. Византия, 2021. ISBN 9786197314366 (детска книга)
- Леонардо Шаша, Изчезването на Майорана. Всекиму своето ОФ, 1968, 1980
- Леонардо Шаша, Денят на кукумявката. Народна култура, 1965
- Леонардо Шаша, С всички средства: Повести и разкази. Народна култура, 1978
- Леонардо Шаша, Рицарят и смъртта: Новели и сотѝ. Абагар, 1991
- Летиция Пецали, Вярност. Авиана, 2020. ISBN 978-619-7278-27-9
- Либеро Биджарети, Конгрес. ОФ, 1967
- Лино Алдани, Затъмнение 2000. Георги Бакалов, 1983
- Лиудпранд Кремонски, Pазплата. История на Отон. Пратеничество в Константинопол, Изток-Запад, 2015. ISBN 978-619-152-691-8
- Личо Джели, Песен за Ванда. Българска книжница, 2003. ISBN 9548098199
- Личо Джели, Митове в поезията. Българска книжница, 2004. ISBN 9548098407
- Лоредана Лимоне, Щастливото градче. Enthusiast, 2015. ISBN 9786191641871
- Лоренцо Амури, Спиране на дишането, Персей, 2017
- Лоренцо Каркатера, Вълка. Плеяда, 2015. ISBN 9789544093501
- Лоренцо Мароне, Изкушението да бъдеш щастлив. Колибри, 2018. ISBN 978-619-02-0210-3
- Лучо Пиколо, Поезия. Casa Sicilia, 2017. ISBN 9786199099407
- Луиджи Капуана, Маркиз Рокавердина. Народна култура, 1974
- Луиджи Капуана, От упорство. Разпит (пиеси). Casa Sicilia, 2016. ISBN 9789549251586
- Луиджи Малерба, Запишете ме в мафията. Народна култура, 1980
- Луджи Малерба, Дневникът на един сънуващ. Народна култура, 1984
- Луиджи Малерба, Джобни разказчета. Отечество, 1990
- Луиджи Натоли, Абат Ланца. Casa Sicilia, 2020.
- Луиджи Пирандело, Шест лица търсят автор. Народна култура, 1969
- Луиджи Пирандело, Избрани творби. Народна култура, 1975
- Луиджи Пирандело, Пандурски каскет: разкази, Профиздат, 1978.
- Луиджи Пирандело, Покойният Матия Паскал. Народна култура, 1981
- Луиджи Пирандело, Лиолà. Изток-Запад, 2012.
- Луиджи Пирандело, Новели за една година. Колибри, 2018. ISBN 978-619-02-0315-5
- Луиджи Пирандело, Клопка. Casa Sicilia, 2018. ISBN 978-619-90994-1-4
- Луиджи Пирандело, Самотният човек. Фама 1, 2024. ISBN 9786192181031
- Лука Спагети, Яж, моли се и обичай в Рим. Слънце, 2013. ISBN 9789547421943
- Лучано Де Крешенцо, История на гръцката философия: Предсократиците. Планета-3, 2002. ISBN 9549926591
- Лучия Вакарино, Къщата с призраците, Фют, 2020. ISBN 9786191995639 (детска книга)
- Лучия Вакарино, Престъпление на игрището за голф, Фют, 2020. ISBN 9786191995646
- Лучия Вакарино, Тайната на заключената стая, Фют, 2020. ISBN 9786191995943
- Лучия Вакарино, Тайната на статуетката, Фют, 2020. ISBN 9786191995936
- Лучия Вакарино, Буря при фара, Фют, 2021. ISBN 9786191996025
- Лучия Вакарино, Произшествия на снимачната площадка, Фют, 2020. ISBN 9786191996018
- Лучия Вакарино, Престъпление на Хелоуин, Фют, 2021.ISBN 9786191996209
- Лучия Вакарино, Изчезналата брошка, Фют, 2021. ISBN 9786191996544
- Лучия Вакарино, Инцидент по време на лов, Фют, 2021. ISBN 9786191996629
- Лучия Вакарино, Кошмарна нощ в музея, „Фют, 2021. ISBN 9786191996803
- Лучия Вакарино, Обвинение в убийство, Фют, 2022. ISBN 9786191996810
- Лучия Вакарино, Загадка от миналото, Фют, 2022. ISBN 9786191996827
- Лучия Джованини, Освободи живота си. Колибри, 2015. ISBN 978-619-150-676-7
- Лучия Джованини, Толкова различен живот. Колибри, 2016. ISBN 978-619-150-859-4
- Лучия Джованини, Заслужавам най-доброто. Колибри, 2019. ISBN 978-619-02-0480-0
- Мавро Орбини, Царството на славяните. Дамян Яков, 2012, ISBN 9789545275210
- Маргарет Мацантини, Чуй ме. Колибри, 2006. ISBN 9545294884
- Маргарет Мацантини, Да дойдеш на света. Колибри, 2012. ISBN 9786191500666
- Маргарет Мацантини, Никой не се спасява сам. Колибри, 2015. ISBN 9786191505692
- Маргарет Мацантини, Прелест. Колибри, 2017. ISBN 9786190200864
- Маргарет Мацантини, Утринно море. Колибри, 2023. ISBN 978-619-02-1262-1
- Марина Серени, Дните на нашия живот. БКП, 1957
- Мария Вентури, Отдаденост I. Колибри, 2004. ISBN 954-529-320-9
- Мария Вентури, Отдаденост II. Колибри“, 2004. ISBN 954-529-336-5
- Мария Корти, Балът на мъдреците, Народна култура, 1971
- Марио дел Монако, Моят живот и моите успехи. Музика, 1986
- Марио Бенедети, Отсрочката. Народна култура, 1974
- Марио Лозано, Големите юридически системи. Изток-Запад, 2018. ISBN 978-619-01-0244-1
- Марио Луци, Справедливостта на живота. Народна култура, 1983
- Марио Пики, Кривата стена. Христо Г. Данов, 1981
- Марио Солдати, Актьорът. Народна култура, 1948
- Марио Специ, Чудовището от Флоренция, Ергон, 2011. ISBN 978-954-9625-73-8
- Марио Фортунато, Невинните дни на войната. Авангард Принт, 2015. ISBN 9789543372621
- Мария Корти, Балът на мъдреците. Народна култура, 1971.
- Марко Бадзато, Полетът на грънчаря. Славяни, 2004
- Марко Бадзато. Проектът „Емаус“ Н.С.Т.Т. Славяни, 2006. ISBN 9549168786
- Марко Балцано, Оставам тук. Лемур, 2021. ISBN 9786197581164
- Марко Балцано, Като се върна. Лемур, 2022. ISBN 9786197581355
- Марко Малвалди, Игра за петима. Авлига, 2015. ISBN 9786197245042
- Марко Мисироли, Вярност. Прозорец, 2020. ISBN 9786192430573
- Марко Незе, Октопод. Народна младеж, 1982
- Марко Незе, Октопод II. Народна младеж, 1990
- Марко Пицути, Търговия с душите ни. Atea Books, 2013. ISBN 9789548999489
- Марко Пицути, Какво скриха от нас: Забранените научни открития. Atea Books, 2013. ISBN 9789548999472
- Марко Пицути, Забраненият избор на храни. Atea Books, 2017. ISBN 9786197280562
- Марко Поло, Милионът. Отечество, 1986
- Мартин Скорсезе, Моите удоволствия на киноман. Колибри, 2003. ISBN 954-529-267-9
- Марчело Вентури, Зелените очи на Малвина. Профиздат, 1969
- Марчело Мастрояни, Спомням си, да, аз си спомням. Колибри, 2010. ISBN 978-954-529-789-2
- Марчело Серени, Марчело Мастрояни: Човек на киното. Рива, 2016. ISBN 9789543205790
- Марсилио Фичино, Трактати. Св. Климент Охридски, 2008. ISBN 9789540727912
- Марчело Вентури, Братя. Народна култура, 1968
- Марчело Вентури, Бял флаг над Кефалония. Партиздат, 1972
- Масимо Джеци, Броят на живите (стихове). Матком, 2018. ISBN 9786197423037
- Масимо Карлото, Довиждане, любов моя, чао, Матком, 2016. ISBN 9789549930849
- Матео Струкул', Джакомо Казанова. Соната за разбити сърца. Ера, 2018. ISBN 9789543894758
- Матео Струкул, Тайната на  Микеланджело. Арт Етърнал Синема, 2021. ISBN 9786191916726
- Матео Струкул, Енигмата на Данте. Арт Етърнал Синема, 2022. ISBN 9786191917402
- Медардо Макори, Пясъчни предели. Иврай, 2007. ISBN 9789549388138
- Мелания Мадзуко, Дългото очакване на ангела. Унискорп, 2016. ISBN 9789543304431
- Мелиса П. 100 сресвания преди сън. Intense, 2005. ISBN 9547830392
- Мемпо Джиардинели, 9 любовни истории. Гея-Либрис, 2018. ISBN 9789543001774
- Мери Гислън, Розета Палаци, Енциклопедичен речник на античната митология и класическата древност. Колибри, 2005.
- Микела Мурджа, Акабадора. Enthusiast, 2011. ISBN 9789542958031
- Микеланджело Антониони, Снимам, следователно живея. Колибри, 2012. ISBN 978-619-150-096-3
- Микеланджело Буонароти, Лирика. Народна култура, 1970
- Микеле Понте, Дневник на младия психопат. Виа Летера, 2014. ISBN 9786197204018
- Наталия Гисбург, Скъпи Микеле. Христо Г. Данов, 1977
- Наталия Гинзбург, Вечерни гласове: повести и разкази. Народна култура, 1987
- Никола Гатери, Антонио Никасо, Бялото злато. Авлига, 2015. ISBN 9786197245073
- Никола Гратери, Антонио Никасо, Тайната история на Ндрангета. Кръг, 2019. ISBN 9786191580750
- Николо Аманити, Мен не ме е страх. Колибри, 2005. ISBN 954-529-354-3
- Николо Макиавели, Избрани съчинения. Наука и изкуство, 1985.
- Николо Макиавели, Мисли. Фама, 2007. ISBN 9789545972973
- Николо Макиавели, Владетелят. Еспас-2007, 1991; Изток-Запад, 2014. ISBN 9786191525249 ; A&T Publishing, 2023. ISBN 9786197106589
- Николо Макиавели, Мандрагора. Изток-Запад, 2016. ISBN 9786191527526
- Николо Макиавели, Изкуството на войната. Васи, 2017. ISBN 9789549645699
- Николо Макиавели, Флорентински истории. Милениум, 2020. ISBN 9789545155253
- Николо Макиавели. За властта и човека. Фама+, 2023. ISBN 9786191781836
- Николò Мигели, Синя кръв. България оджи, 2013. ISBN 9786199015414
- Нино Мартолио, Духът на континента. Casa Sicilia, ISBN 9789549251524
- Нино Мартолио, Тадарита, в: Комедия и драма от Сицилия. Casa Sicilia, 2013. ISBN 9789549251531
- Нино Мартолио и Луиджи Пирандело, Везни. Casa Sicilia, 2018. ISBN 978-619-90994-1-4
- Нучо Ордине, Ползата от безполезното. Изток-Запад, 2015. ISBN 9786191527014
- Нино Палумбо, Днес е събота, а утре неделя. Профиздат, 1966
- Нучо Ордине, Цял живот с класиците. Изток-Запад, 2017. ISBN 9786190101314
- Ориана Фалачи, Писмо до едно неродено дете. Христо Г. Данов, 1977
- Ориана Фалачи, Eдин мъж. Сиела, 2011. ISBN 9789542839422
- Ориана Фалачи, Иншаллах. Роял 77, 1994. ISBN 9548005891
- Ориана Фалачи, Гневът и гордостта. Култура, 2001. ISBN 9789542822783
- Ориана Фалачи, Силата на разума. МаК, 2008. ISBN 9789548585064
- Ориана Фалачи, Шапка, пълна с череши. Литературен вестник, 2008
- Ориана Фалачи, Интервю със себе си. Апокалипсис. Ера, 2009. ISBN 9789542830511
- Ориана Фалачи, Корените на омразата. Моята истина за исляма. Сиела, 2016. ISBN 9789542820673
- Ориана Фалачи, Ако се родиш жена. Сиела, 2023. ISBN 9789542842514
- Отиеро Отиери, Ускорени темпове. Народна култура, 1962
- Паола Дзанонер, Зоро в снега. Арка, 2016. ISBN 9789548356596
- Паола Каприоло, Барбара. Панорама плюс, 2004. ISBN 9549143325
- Паола Сантагостино, Как да отгледаме дете, уверено в себе си, Тара, 2008. ISBN 978-954-9723-04-5
- Паола Сантагостино, Въпросите на децата и как да им отговаряме, Тара, 2013. ISBN 978-954-9723-14-4
- Паоло Дженовезе, Супергерои. Колибри, 2022. ISBN 9786190210450
- Паоло Дженовезе. Първият ден от моя живот. Колибри, 2023. ISBN 9786190210269
- Паоло Джордано, Самотата на простите числа. Колибри, 2010. ISBN 978-954-529-788-5
- Паоло Джордано, Човешкото тяло. Колибри, 2015. ISBN 978-619-150-355-1
- Паоло Джордано, Черно и сребърно. Колибри, 2016. ISBN 978-619-150-817-4
- Паоло Джордано, Тасмания. Колибри, 2023. ISBN 978-619-02-1339-0
- Паоло Кониети, Осемте планини. Прозорец, 2018. ISBN 9789547339644
- Паоло Сорентино, Младост. Колибри, 2015. ISBN 978-619-150-681-1
- Патриция Гучи, Gucci. Premium Books, 2018. ISBN 9786197419061
- Пиер Паоло Пазолини, Жесток живот. Народна култура, 1979.
- Пиер Паоло Пазолини, Поезия. Нов златорог, 2006. ISBN 9544922075
- Пиердоменико Бакаларио, Вратата на времето. Егмонт България, 2013. ISBN 978-954-27-0971-8 (детска книга)
- Пиердоменико Бакаларио, Дюкянът на забравените карти: втора тетрадка. Егмонт България, 2013. ISBN 978-954-27-1028-8
- Пиердоменико Бакаларио, Къщата на огледалата: трета тетрадка. Егмонт България, 2013. ISBN 978-954-27-1077-6
- Пиердоменико Бакаларио, Островът на маските: четвърта тетрадка. Егмонт България, 2013.  ISBN 978-954-27-1136-0
- Пиердоменико Бакаларио, Каменните пазачи: пета тетрадка'. Егмонт България, 2014. ISBN 978-954-27-1216-9
- Пиердоменико Бакаларио, Първият ключ: шеста тетрадка. Егмонт България, 2014. ISBN 978-954-27-1292-3
- Пиердоменико Бакаларио, Хотелът на ужасите. Фют, 2018. ISBN 978-619-199-290-4 (детска книга)
- Пиердоменико Бакаларио, Кошмарното семейство. Фют, 2018. ISBN 978-619-199-292-8 (детска книга)
- Пиердоменико Бакаларио, Томазо Перчивале, Изживей 50 приключения, преди да навършиш 13. Гея-Либрис, 2018. ISBN 978-954-300-176-7
- Пиердоменико Бакаларио, Призракът от небостъргача. Фют, 2019. ISBN 978-619-199-399-4 (детска книга)
- Пиеро Киара, Дали ще видя Сингапур? Народна култура, 1983
- Пиетро Метастазио, Олимпиада. Народна култура, 1986
- Пино Кориас, Ще спим когато остареем. Прозорец, 209. ISBN 9786192430214
- Питигрили, Разкошната самка. R, 1991
- Примо Леви, Нима това е човек. Ангелинов и партньори, 1995. ISBN 954-631-005-0
- Примо Леви, Периодичната система. Жанет 45, 2020. ISBN 978 619 186 602 1
- Примо Леви, Потъналите и спасените. Жанет 45, 2020. ISBN 978 619 186 565 9
- Рафаело Джованьоли, Спартак. Отечество, 1982
- Рената Вигано, Другарката Анезе, Народна култура, 1952
- Рената Вигано, Щъркелът дойде, Профиздат, 1967
- Рената Моло, Да бъдеш Армани. Колибри, 2013. ISBN 978-619-150-158-8
- Рената Пакрие, Африкански приказки. Народна младеж, 1965, 1977
- Рита Моналди, Франческо Сорти, Печатът. Еднорог, 2004. ISBN 9549745805
- Рита Моналди, Франческо Сорти, Тайната. Еднорог, 2007. ISBN 9543650101
- Роберто Асаджоли, Психосинтеза. Изток-Запад, 2017. ISBN 978-619-01-0113-0
- Роберто Вака, Суров и опасен. Христо Г. Данов, 1988
- Роберто Джервазо, Борджиите. ОФ, 1985
- Роберто Паци, Конклав. Унискорп, 2010. ISBN 978-954-330-279-6
- Роберто Савиано, Красотата и адът. Ера, 2012. ISBN 9789543890804
- Роберто Савиано, Нула Нула Нула. Ера, 2014. ISBN 9789543892877; Ново издание. Ера, 2025. ISBN 9789543898312
- Роберто Савиано, Пираните от Неапол. Сиела, 2021. ISBN 9789542834427
- Роберто Савиано, Гомор: лице в лице с Камората. Ера, 2007. ISBN 9789543896271; Допълнено издание с нов превод. Ера, 2021, ISBN 9789543896271
- Роберто Савиано, Куражът винаги е сам. Ера, 2022. ISBN 9789543897117
- Роберто Савиано, Ние си принадлежим. Ера, 2024. ISBN 9789543898121
- Роза Вентрела, Клеветата. Колибри, 2021. ISBN 978-619-02-0846-4
- Роза Вентрела, Историята на едно порядъчно семейство. Колибри, 2024. ISBN 978-619-02-1375-8
- Розела Посторино, Дегустаторките. Колибри, 2021. ISBN 978-619-02-0908-9
- Роландо Кристофанели, Дневник на Микеланджело-лудия. Български художник, 1990
- Росела Калабро, Творческо писане за мечтатели. Ера, 2018
- Саверио Страти, Ние, нехранимайковците. Г. Бакалов, 1986
- Салваторе Куазимодо, Животът не е сън, Народна култура, 1961 ; Вяра, 2006. ISBN 9549409066
- Салво Сотиле, Осъдени на живот. Ера, 2013. ISBN 9789543892549
- Сандро Веронези, Силата на миналото. Колибри, 2008. ISBN 978-954-529-664-2
- Сандро Веронези, Чудни земи. Ера, 2016
- Сандро Веронези, Колибрито. Парадокс, 2025. ISBN 9789545534973
- Сара Ратаро, Да се възползвам всякак от теб. Enthusiast, 2013. ISBN 9786191640379
- Сара Ратаро, Не ме оставяй. Enthusiast, 2015. ISBN 9786191641611
- Себастиано Адамо, Доверено лице. Христо Г. Данов, 1980
- Серджо Рицо, Джан Анонио Стела, Кастата: Как италианските политици станаха недосегаеми. Сиела, 2008. ISBN 978-954-28-0144-3
- Силвана де Мари, Последният елф. Емас, 2014. ISBN 9789543572427 (детска книга)
- Силвия Авалоне, Черно сърце. Колибри, 2025. ISBN 978-619-02-1576-9
- Силвио Пелико, Франческа да Римини. Знание
- Силвия Маджи Бонафанти, Сперанца. Народна култура, 1957
- Силвия Маджи Бонафанти, Слънце над уличката. Народна култура, 1960
- Симона Спарако, Формулата на любовта, Хермес, 2017. ISBN 978-954-26-1846-1
- Симона Спарако, Никой не знае за нас, Хермес, 2018. ISBN 9789542618461
- София Лорен, Вчера, днес и утре. Моят живот. Рива, 2022. ISBN 9789543205134
- Стефания Аучи, Сицилианските лъвове, Лемур, 2021. ISBN 978-619-7581-14-0
- Стефания Аучи, Зимата на лъвовете, Лемур, 2022. ISBN 9786197581348
- Стефания Бертола, Любовен роман. Авиана, 2024. ISBN 978-619-7278-72-9
- Стефано Пирандело, Нужен е баща. Булгед, 2014. ISBN 9789549251555
- Стийв Стивънсън, Тайната на Дракула. Фют 2015.
- Сузана Тамаро, Шишкото или Рицарят на Пълната маса, Ирис, 2000. ISBN 954-455-029-1 (детска книга)
- Сузана Тамаро, Луизито: една любовна история, Рива, 2011
- Сузана Тамаро, Следвай гласа на сърцето. Библиотека 48, 1998, ISBN 954-8047-57-8 ; Върви накъдето те води сърцето. Луизито. Една любовна история. Рива, 2011, ISBN 978-954-320-357-4
- Тома от Аквино, Философски трактати. Изток-Запад, 2011. ISBN 978-954-321-797-7
- Томазо Кампанела, Градът на слънцето. Партиздат, 1971 ; Захарий Стоянов, 2022. ISBN 9789540914916
- Тициано Терцани, Един гадател ми каза. Колибри, 2012, 2024. ISBN 978-954-529-992-6, ISBN 978-619-02-1389-5
- Тициано Терцани, Краят е моето начало. Книгомани, 2019. ISBN 9786191952120
- Трилуса, За хора и животни. Захарий Стоянов, 2002. ISBN 9547391992
- Уго Атарди, Дивият наследник. Народна култура, 1977
- Уго Пиро, Те вървяха след войниците. Държавно издателство, 1968
- Уго Фосколо, Сонети и поеми. Народна култура, 1971
- Умберто Еко, Интерпретация и свръхинтерпретация. Наука и изкуство, 1993
- Умберто Еко, Трактат по обща семиотика. Наука и изкуство, 1993. ISBN 954-02-0084-9
- Умберто Еко, Семиотика и философия на езика. Наука и изкуство, 1993
- Умберто Еко, Пет морални есета. Лик, 1999. ISBN 954-607-219-2
- Умберто Еко, Островът от предишния ден. Бард, 2002. ISBN 9545853352
- Умберто Еко, Името на розата. Бард, 2002. ISBN 9545853778
- Умберто Еко, Баудолино. Бард, 2003. ISBN 9545854219
- Умберто Еко, Махалото на Фуко. Бард, 2003. ISBN 9545852062
- Умберто Еко, Кант и птицечовката: есета върху езика и възприятието. Дом на науките за човека, 2004. ISBN 954-9567-19-2
- Умберто Еко, Тайнственият пламък на кралица Лоана. Бард, 2006. ISBN 9545856688
- Умберто Еко и Джироламо де Микеле, История на красотата. Кибеа, 2006. ISBN 954-474-401-0
- Умберто Еко, Връща ли се часовникът назад. Сиела, 2010. ISBN 9789542808411
- Умберто Еко, Пражкото гробище. Бард, 2012. ISBN 9546552815
- Умберто Еко, Да сътворим врага и други писания по случайни поводи. Бард, 2013. ISBN 9789546554079
- Умберто Еко, Как се пише дипломна работа? Труд, 2013. ISBN 9789543983230
- Умберто Еко, „Годениците“ преразказана от Умберто Еко. Сиела, 2013. ISBN 9789542814344
- Умберто Еко, Изповедите на младия романист. Сиела, 2014. ISBN 9789542814788
- Умберто Еко, Шест разходки в горите на измислицата. Сиела, 2014. ISBN 978-954-28-1569-3
- Умберто Еко, История на легендарните места и земи. Изток-Запад, 2015. ISBN 9786191526468
- Умберто Еко, Нулев брой. Бард, 2015. ISBN 978-954-655-579-3
- Умберто Еко, За литературата. Бард, 2017. ISBN 9789546555298
- Умберто Еко, Как се пътува със сьомга. Колибри, 2018. ISBN 978-619-02-0304-9
- Умберто Еко, Средновековното мислене. Изток - Запад, 2018. ISBN 9786190102175
- Умберто Еко, Три приказки. Лист, 2020. ISBN 9786197596137
- Умберто Еко, Pape Satan Aleppe. Хроники на едно течно общество. Колибри, 2021. ISBN 978-619-02-0701-6
- Умберто Еко, Да кажеш почти същото. Колибри, 2021. ISBN 978-619-02-0704-7
- Умберто Еко, Жан-Клод Кариер, Жан-Филип дьо Тонак, Това не е краят на книгите. Enthusiast, 2022. ISBN 9786191644544
- Умберто Еко, Кибритчета „Минерва“ 1990-2000. Колибри, 2025. ISBN 978-619-02-1595-0
- Умберто Саба, Утринна песен. Народна култура, 1978
- Фабио Воло, Излизам да се поразходя. Унискорп, 2011. ISBN 9789543303632
- Фабио Воло, Кътче в света. Унискорп, 2012. ISBN 9789543303649
- Фабио Воло, Още един ден. Колибри, 2014. ISBN 978-619-150-320-9
- Фабио Воло, Първите утринни лъчи. Колибри, 2014. ISBN 978-619-150-270-7
- Фабио Джеда, Има крокодили в морето. Истинската история на Енаятолах Акбари. Жанет-45, 2013. ISBN 9789544919221
- Фабио Допликер, Амулети на миналото. Народна култура, 1989
- Фабио Дженовези, Наслука. Виа Летера, 2015. ISBN 9786197204032
- Фабрицио Дуранти, Лекарят, моят приятел. Колибри, 2017. ISBN 978-954-529-815-8
- Фабрицио Калви, Всекидневния живот на мафията от края на Втората световна война до наши дни. Илорт, 1998. ISBN 9549847012
- Фабио Ланзони, Викинг. Калпазанов, 1995 (в 2 части) ISBN 9541900224
- Фабио Ланзони, Измамникът. Торнадо, 1995. (в 2 части) ISBN 9541900267
- Фабио Стаси, Последният танц на Чарли Чаплин. Обсидиан, 2014. ISBN 9789547693524
- Фалцоне Ф. Фонтанели, Грухчо. Народна младеж, 1976 (детска книга)
- Фалцоне Ф. Фонтанели, Мечо скиор. Народна младеж, 1976 (детска книга)
- Фалцоне Ф. Фонтанели, Кокорела и Вълчан. Народна младеж, 1976 (детска книга)
- Фалцоне Ф. Фонтанели, Зайчето и охлювът. Народна младеж, 1976 (детска книга)
- Фалцоне Ф. Фонтанели, Мустакан и мишокът. Народна младеж, 1976 (детска книга)
- Фалцоне Ф. Фонтанели, Грухчо белята. Народна младеж, 1976 (детска книга)
- Федерико де Роберто, Семейство Малаволя. Вицекралете. Народна култура, 1973
- Федерико Бакомо (Дючезни), Неправна кантора. Скалино, 2011. ISBN 9789549272741
- Федерико Борландели, Островът на черните скали. Enthusiast, 2019. ISBN 9786191643028
- Федерико Моча, Три метра над небето. Скайпринт, 2013. ISBN 9789543901005
- Федерико Моча, Искам те. Скайпринт, 2014. ISBN 9789543901081
- Федерико Фелини, Аз, Фелини. Колибри, 2007. ISBN 978-954-529-506-5
- Франко Дзефирели, Автобиография. Колибри, 2012. ISBN 978-954-529-997-1
- Франко Кардини, Европа и ислямът. Изток-Запад, 2015. ISBN 978-619-152-579-9
- Франко Кардини, „Ислямът е заплаха“. Лъжа!. Изток-Запад, 2018. ISBN 978-619-01-0234-2
- Франко Лучентини, Неделна жена. Колибри, 2012. ISBN 978-619-150-030-7
- Франко Серио, Степта обвинява. ОФ, 1951
- Франко Фаджани, Няма далечни места. Книги за всички, 2022. ISBN 9786197535327
- Франческа Ланчини, Без токчета, Скалино, 2012. ISBN 9789549272765
- Франческа Петрицио, В кръвта ми е. Персе, 2024. ISBN 9786191613366
- Франческо Алберони, Еротизмът. Колибри, 2005. ISBN 954-529-394-2
- Франческо Алберони, Обичам те. Колибри, 2010. ISBN 978-954-529-740-3
- Франческо Гуачардини, Паметни бележки: Riccordi. Изток -Запад, 2017. ISBN 9786190101239
- Франческо Йовине, Прокълнати земи. Народна култура, 1953
- Франческо Ланца, Отмъстителя. Празничен ден. Casa Sicilia, 2018.
- Франческо Пиколо, Мигове на малки радости. Сиела, 2014. ISBN 978-954-28-1402-3
- Франческо Петрарка, Лавър. Избрани стихотворения, Народна култура, София, 1985
- Франческо Петрарка, Сонети за живота и смъртта на мадона Лаура. Нов Златорог, 2011. ISBN 978-954-492-226-9
- Франческо Тоти, Паоло Кондо, Франческо Тоти: капитанът. Жануа, 2021. ISBN 9789543762156
- Франческо Тулио-Алтан, Пимпа: първа среща. Парнас, 2021. ISBN 9789548483704 (детска книжка)
- Франческо Тулио-Алтан, Пимпа: Коледна изненада. Парнас, 2021. ISBN 9789548483728 (детска книжка)
- Франческо Тули-Алтан, Пимпа: Пътешествие с Армандо. Парнас, 2021. ISBN 9789548483711 (детска книжка)
- Франческо Фиорети, Тайната библиотека на Леонардо. Колибри, 2019. ISBN 978-619-02-0422-0
- Франческо Фиорети, Рафаело: Изгубената истина. Колибри, 2020. ISBN 978-619-02-0718-4
- Франческо Фиорети, Тайната книга на Данте. Колибри, 2021. ISBN 978-619-02-0898-3
- Папа Франциск, Доменико Агасо, Бог и светът на бъдещето. Виа Летера, 2021. ISBN 9786197204186
- Папа Франциск, Името на Бог е Милосърдие, разговор с Андреа Торниели. Сиела, 2016. ISBN 978-954-28-2188-5
- Франческо Фратини, Атон. Atea Books, 2018. ISBN 9786197280401
- Фулвио Луна Ромеро, Сред хълмовете на Просеко. Лемур, 2020. ISBN 9786197581041
- Христофор Колумб, Дневници. Държавно изд. „Варна“, 1972
- Чезаре Дзаватини, Бедните са луди. Народна култура, 1983
- Чезаре Марки, Данте в изгнание. Народна култура, 1970
- Чезаре Марки, Бокачо. Наука и изкуство, 1986.
- Чезаре Павезе, Твоите земи. Народна култура, 1969.
- Чезаре Павезе, Трудът уморява (стихосбирка). Народна култура, 1977.
- Чезаре Павезе, Прекрасно лято. Народна култура, 1978.
- Чезаре Павезе, Луната и огньовете. Народна култура, 1987.
- Чичолина, Скандални признания. Дениз, 1994. ISBN 95484860901
- Якопо де Микелис, Гарата. Колибри, 2023. ISBN 9786190212355